# تایلر فارر
تایلر فارر (اسپانیایی: Tyler Farrar‎؛ زادهٔ ۲ ژوئن ۱۹۸۴) دوچرخه‌سوار اهل ایالات متحده آمریکا است.
از باشگاه‌هایی که در آن رکاب زده‌است می‌توان به تیم دایمنشن دیتا، تیم دوچرخه‌سواری یونایتدهلثکر، تیم دوچرخه‌سواری کوفیدیس و کنندیل–دراپاک اشاره کرد.